# جرومو نيفانو
غرومو نيفانو هي بلدية إيطالية (بلدية) في مدينة متروبوليتان نابولي في إيطاليا، منطقة كامبانيا، ويبلغ عدد سكانها 17939 نسمة.

## الجغرافيا الفيزيائية
تقع مقاطعة كازيرتا المجاورة على بعد 11 كم شمال مدينة متروبوليتان نابولي، هي بلدية حضرية في أراضي كامبانا المنخفضة. تتكون من منطقتين وليس فرازيوني (منطقة ضمن بلدية) غرومو ونيفانو، يوحدهما التخطيط الحضري لمدة قرنين تحت القرن الإداري منذ القرن العشرين. تقع أراضي غروميس بين 44 و66 مترا فوق مستوى سطح البحر.

## تاريخ
يأتي اسم غرومو من قروموم اللاتينية، وهذا يعني «العناقيد» أو «الكومة» (من المنازل)، في حين أن اسم نيفانو يأتي منبريديوم نايفيانوم، الذي كان ملكا لعشيرة نيفيا.
قبل عام 1863، كانت غرومو ونيفانو مزرعتين مختلفتين: شملت غرومو المنطقة الجنوبية من البلدية (حتى كنيسة سان تامارو) في حين شملت نيفانو المنطقة الشمالية. في عام 1700 ظهرت خريطة باسم غرومي.
غرومو نيفانو، مثل جميع البلديات الأخرى في المنطقة الشمالية من نابولي، لها أصول أوسكا. عُثِر على بعض المقابر السامنية مصادفة داخل المنطقة السكنية خلال الستينيات والسبعينيات، وقد شوهدت نقشان لاتينيان، ربما قادمان من أتيلا.

## المدن التوأم - المدن الشقيقة
- Żagań، Poland

## روابط خارجية
- الموقع الرسمي